# Challenger de Praga-2 2024
El torneo Advantage Cars Prague Open 2024, denominado por razones de patrocinio Advantage Cars Prague Open By Sport-Technik Bohemia fue un torneo de tenis perteneció al ATP Challenger Tour 2024 en la categoría Challenger 75. Se trató de la 31ª edición; el torneo tuvo lugar en la ciudad de Praga (República Checa), desde el 6 hasta el 12 de mayo de 2024 sobre pista de tierra batida al aire libre.

## Jugadores participantes del cuadro de individuales
| Preclasificado | País                       | Jugador           | Rank1 | Posición en el torneo |
| 1              | Bandera de Suiza           | Leandro Riedi     | 152   | Segunda ronda         |
| 2              | Bandera de Francia         | Hugo Grenier      | 153   | Primera ronda         |
| 3              | Bandera de Argentina       | Marco Trungelliti | 169   | Segunda ronda, retiro |
| 4              | Bandera de Alemania        | Rudolf Molleker   | 172   | Cuartos de final      |
| 5              | Bandera de Francia         | Benjamin Bonzi    | 176   | Segunda ronda         |
| 6              | Bandera de Estados Unidos  | Martin Damm       | 177   | Primera ronda         |
| 7              | Bandera de República Checa | Dalibor Svrčina   | 185   | Primera ronda         |
| 8              | Bandera de Eslovaquia      | Alex Molčan       | 192   | Semifinales, retiro   |

- 1 Se ha tomado en cuenta el ranking del 22 de abril de 2024.

### Otros participantes
Los siguientes jugadores recibieron una invitación (wild card), por lo tanto ingresan directamente al cuadro principal (WC):
- Jonáš Forejtek
- Jan Kumstát
- Toby Kodat

Los siguientes jugadores ingresan al cuadro principal tras disputar el cuadro clasificatorio (Q):
- Nikoloz Basilashvili
- Clément Chidekh
- Mathys Erhard
- Felix Gill
- Martin Krumich
- Jakub Paul

## Campeones

### Individual Masculino
- Jiří Veselý derrotó en la final a  Gauthier Onclin por 6–2, 3–6, 7–6(3)

### Dobles Masculino
- Jakob Schnaitter /  Mark Wallner derrotaron en la final a  Jiří Barnat /  Jan Hrazdil por 6–3, 6–1